# Al-Burdż (Idlib)
Al-Burdż (arab. البرج) – wieś w Syrii, w muhafazie Idlib. W 2004 roku liczyła 326 mieszkańców.